# Peter Elsner
Peter Elsner (geboren 22. Juli 1956 in Marlesreuth; gestorben 21. Mai 2022 in Ettlingen) war ein deutscher Ingenieur.

## Leben
Peter Elsner studierte ab 1976 Werkstoffwissenschaften an der Universität Erlangen mit dem Schwerpunkt Kunststoffe und schloss als Diplomingenieur ab. Von 1982 bis 1994 arbeitete er als Wissenschaftlicher Mitarbeiter am Institut für Kunststoffprüfung und Kunststoffkunde (IKP) der Universität Stuttgart und wurde dort 1992 an der Fakultät für Maschinenbau mit einer Dissertation über die dielektrische Charakterisierung des Aushärtungsverlaufs polymerer Harze promoviert. 1994 trat Elsner in die Fraunhofer-Gesellschaft ein und leitete ab Oktober 2000 das Fraunhofer-Institut für Chemische Technologie (ICT) zusammen mit Peter Eyerer. Nach dessen Ausscheiden 2006 war er alleiniger Institutsleiter. Elsner war seit dem Jahre 2006 auch Lehrstuhlinhaber für Polymertechnologie  am Institut für Werkstoffkunde am Karlsruher Institut für Technologie (KIT). Weiterhin war er vom Jahr 2000 bis zu seinem Tod Herausgeber der Fachzeitschrift Propellants Explosives Pyrotechnics.
Elsner war Mitglied der Deutschen Akademie der Technikwissenschaften (acatech).

## Schriften (Auswahl)
- Dielektrische Charakterisierung des Aushärtungsverlaufs polymerer Harze. Stuttgart, Univ., Diss., 1992
- Peter Eyerer, Peter Elsner, Thomas Hirth: DOMININGHAUS – Kunststoffe: Eigenschaften und Anwendungen. 8. Auflage, Springer, Berlin, 2012, ISBN 978-3-642-16172-8
- Peter Elsner, Berit Erlach, Manfred Fischedick, Benedikt Lunz, Uwe Sauer (Hrsg.): Flexibilitätskonzepte für die Stromversorgung 2050 : Technologien, Szenarien, Systemzusammenhänge. Wuppertal : Wuppertal Institut für Klima, Umwelt, Energie, 2016
- Peter Eyerer, Helmut Schüle, Peter Elsner (Hrsg.): Polymer Engineering 3 : Werkstoff- und Bauteilprüfung, Recycling, Entwicklung. 2. Auflage. Berlin : Springer Vieweg, 2020